# Pegognaga
Pegognaga ist eine italienische Gemeinde (comune) mit 6866 Einwohnern (Stand 31. Dezember 2023) in der Provinz Mantua in der Lombardei. Die Gemeinde liegt etwa 19 Kilometer südsüdöstlich von Mantua. Der Po fließt etwa 6 Kilometer nördlich der Ortschaft.

## Geschichte
Der Name des Ortes und der Gemeinde soll auf einen römischen Patrizier namens Pecunius zurückgehen, der hier im 1. Jahrhundert nach Christus einen landwirtschaftlichen Betrieb errichtete. Im 4. Jahrhundert wird der Ort mit dem Namen Flexum nachgewiesen.
In der San Giacomo Maggiore gewidmeten Kirche im Ortsteil Polesine befindet sich das Gemälde Martirio di san Giacomo e Josia von Ludovico Cigoli (1605, Öl auf Leinwand, 305 × 215 cm).

## Töchter und Söhne der Gemeinde
- Augusto Bertazzoni (1876–1972), römisch-katholischer Bischof von Potenza und Marsico Nuovo
- Cesare Moretti sr. (1885–unbekannt), Bahnradsportler

## Verkehr
Die Gemeinde liegt an der Autostrada A22, die von Modena kommend nach Mantua und Verona und weiter zum Brenner führt. Eine Bahnstation liegt an der Bahnstrecke Suzzara–Ferrara.